# Peurasaari (ö i Finland, Lappland, Norra Lappland)
Peurasaari är en ö i Finland. Den ligger i vattendraget Kitinen och i kommunen Sodankylä i den ekonomiska regionen Norra Lappland och landskapet Lappland, i den norra delen av landet, 900 km norr om huvudstaden Helsingfors. Öns area är 1 hektar och dess största längd är 200 meter i sydöst-nordvästlig riktning.